# Рога в геральдике
Рог — естественная негеральдическая гербовая фигура.
Рога животных символизировали божество, сверхъестественную силу, силу души или жизненный принцип (возникает из головы). Рога, расположенные на головных уборах и шлемах, по поверью, обладали двойной силой и божественным достоинством, проявлением духа, королевского происхождения, победой, защитой (откуда пошло их расположение в нашлемниках), изобилием продуктов сельского хозяйства и скота.

## Охотничий рог
Эмблема охотничьего рога не позволяет фантастических интерпретаций. Первоначально в гербах изображался просто рог. Впоследствии он обрастал дополнительными эмблемами — раструбы, кольца, ленты, банты, появились охотничьи рога, подвешенные на стенах или охотничьих трофеях. Герольдмейстеры начали дифференцировать их цветом, чаще всего выделяли цветом детали, что отмечается при блазонировании. В Европейской геральдике изображения охотничьих рогов жаловались в гербы лицам, ответственным за монаршую охоту. В территориальной геральдике отмечен в гербах городов: Горн, Эйндховен, Лон-оп-Занд, Инстербург, Виндава.
В XVII-XVIII веке в европейской геральдике к военным музыкальным инструментам был добавлен охотничий рожок, что нашло отражение на знамёнах.

## Рог почтальона
Основная статья: Почтовый рожок.
Рожок (рог) почтальона — эмблема почтовой службы, принятая с XVI века во всех европейских странах, когда в 1516 году граф Турн-и-Таксис учредил первую регулярную международную почтовую линию в Европе между Веной и Брюсселем. В качестве рожка использовался охотничий рог. Он был постоянным атрибутом почтальона, трубившего при приближении своего дилижанса к населённым пунктам.
В XX веке в Западной Европе некоторым вновь основанным городам или получившим такое право, в качестве гербов иногда присваивался рожок почтальона (охотничий рог), символизирующий установление в маленьких городках самостоятельного почтамта как одного из формальных признаков города или исторического факта, что в старину на месте населённого пункта были охотничьи угодья. В государственной геральдике применение практически не нашёл, за исключением герба Лихтенштейна, который по форме несколько отличается от международно принятого почтового рожка и имеет натуральный цвет, что позволяет рассматривать его, как охотничий рог.

## Использование в геральдике
В геральдике используются различные виды рогов: Буйвола, Быка, Вола, Оленя и даже Единорога и означают силу, могущество и величие. Самые древние — это рога буйвола, изогнутые внутрь и заострённые, но бычьи встречаются в гербах чаще. Они появляются в гербах с XV века: очень длинные, с двойным изгибом, так как каждый рог состоял из двух соединённых рогов. Очень часто такие длинные рога заканчивались раструбом, похожим на сопло. Первые геральдисты (начиная с Менетрие), принимали их за те рога, в которые герольды трубили в момент блазонирования рыцарских щитов. Учёные более позднего времени оспаривали этот тезис. Они считали, что происхождение этого элемента чисто «анатомическое» и в своё подтверждение отмечали наличие на самых древних шлемовых эмблемах ещё и ушей.
В польской геральдике отмечены гербы с изображением рогов: Биберштейн, Денборог, Дзялоша, Рогаля, Ходыс, Хорынский; охотничий рог — Сухекомнаты.
В русской геральдике широкого применения данная эмблема не нашла, в основном используется в нашлемниках выехавших в Российскую империю дворянских родов: Стенбок-Фермор, Бюлер, Лерхе, Сталь-фон-Гольштейн, Губер, Сименс и других.

## Галерея

Герб Лихтенштейна
Герб Вентспилса
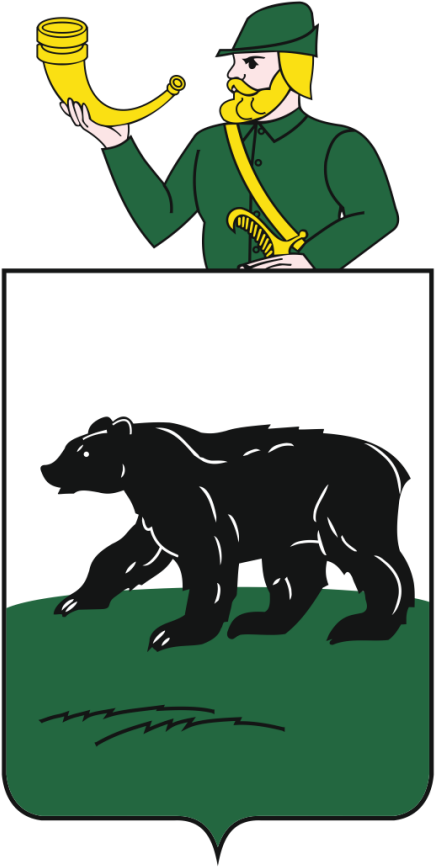
Герб Черняховска
Герб Эйндховена
Герб Кривого Рога
Герб Рогачёва